# فرودگاه سولیدارنوشج شچچن-جولینیو
فرودگاه سولیدارنوشج شچچن-جولینیو (به انگلیسی: Solidarity Szczecin-Goleniów Airport) (به زبان بومی: Port Lotniczy Szczecin-Goleniów im. NSZZ "Solidarność") یک فرودگاه همگانی با کد یاتا SZZ است که یک باند فرود آسفالت دارد و طول باند آن ۲۵۰۰ متر است. این فرودگاه در کشور لهستان قرار دارد و در ارتفاع ۴۷ متری از سطح دریا واقع شده است.

## شرکت‌های هواپیمایی و مقصدهای پروازی
| شرکت‌های هواپیمایی     | مقصدهای پروازی                                                                      |
| --------------------- | ----------------------------------------------------------------------------------- |
| لوت پولیش ایرلاینز    | شوپن ورشو                                                                           |
| نروجین ایر شاتل       | گاردرموئن اسلو                                                                      |
| رایان‌ایر              | دوبلین، ادینبرو (آغاز از ۲ نوامبر ۲۰۱۷), جان لنون لیورپول، استانستد لندن، شوپن ورشو |
| ویز ایر               | فلسلند برگن، لوتن لندن، سندفیورد، تورپ، سولا استاوانگر                              |
| انتر ایر              | چارتر فصلی: کورفو، دوبروونیک                                                        |
| Small Planet Airlines | چارتر فصلی: هراکلین، وارنا                                                          |